# La Religion dans les limites de la simple raison
La Religion dans les limites de la simple raison est le titre en français du livre Die Religion innerhalb der Grenzen der bloßen Vernunft, écrit en 1793 par Emmanuel Kant.

## Thématique
Le livre est composé de quatre parties ou « pièces » (Stücke) publiées dans des revues et réunies par la suite.
Il tend à distinguer les éléments d’une foi purement rationnelle, qui pour Kant constitue l’essentiel de la religion, des éléments institutionnels. Il propose une réflexion sur le mal moral.
En ce qui concerne la conception kantienne de la religion, certains critiques ont mis en lumière le déisme de Kant, comme Peter Byrne (en), qui a écrit sur la relation précise de Kant avec le déisme. D'autres ont montré que par la morale Emmanuel Kant se déplace du déisme au théisme, comme Allen W. Wood  et Merold Westphal.  En référence à La religion dans les limites de la simple raison, a été souligné que Kant a réduit le religieux au rationnel, la religion à la morale et la morale au christianisme.